# Clásica a los Puertos de Guadarrama 2004
La Clásica a los Puertos de Guadarrama 2004, ventisettesima edizione della corsa, si svolse il 22 agosto 2004 su un percorso di 146 km, con partenza e arrivo a Guadarrama. Fu vinta dallo spagnolo Jorge Ferrío della Costa de Almeria-Paternina davanti ai suoi connazionali Carlos Golbano e Gustavo César Veloso.

## Ordine d'arrivo (Top 10)
| Pos. | Corridore               | Squadra                    | Tempo    |
| ---- | ----------------------- | -------------------------- | -------- |
| 1    | Jorge Ferrío            | Costa de Almeria-Paternina | 3h21'16" |
| 2    | Carlos Golbano          | Costa de Almeria-Paternina | s.t.     |
| 3    | Gustavo César Veloso    | Relax-Bodysol              | a 1'03"  |
| 4    | David Fernandez Domingo | Costa de Almeria-Paternina | a 1'14"  |
| 5    | Vicente Reynés          | Illes Balears-Banesto      | s.t.     |
| 6    | Nacor Burgos Rojo       | Relax-Bodysol              | s.t.     |
| 7    | David Herrero           | Costa de Almeria-Paternina | s.t.     |
| 8    | Javier Gonzalez Barrera | Saunier Duval-Prodir       | s.t.     |
| 9    | Héctor Guerra           | Relax-Bodysol              | s.t.     |
| 10   | Nikita Eskov            | Lokomotiv                  | s.t.     |